# Lijst van bakkerijmachines

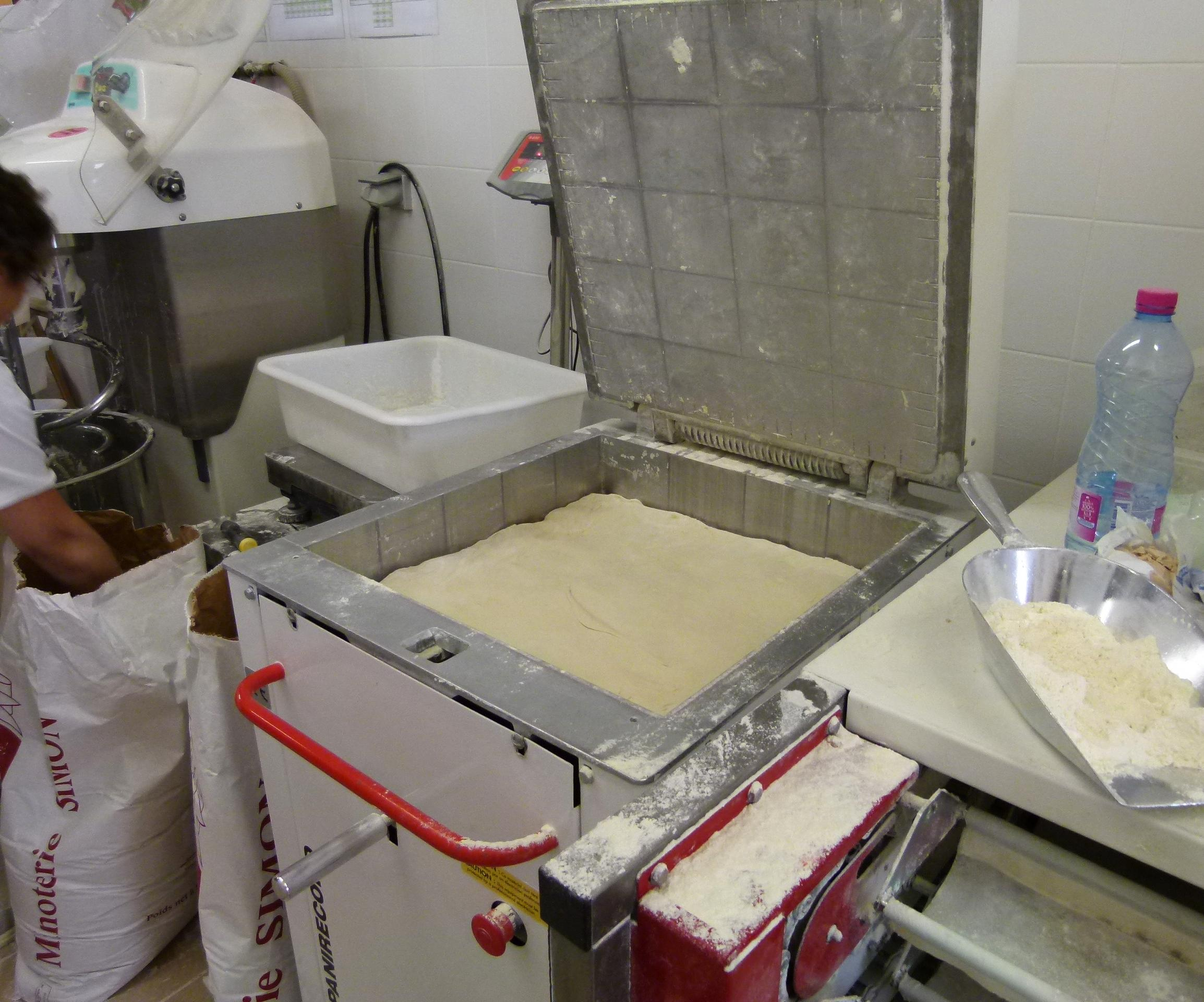
Een diviseuse

Deze Lijst van bakkerijmachines geeft overzicht van de voornaamste machines in een bakkerij, ook wel bakkerijmachines genoemd.
AfmeetmachinesDeze machines meten deegstukken af. Een veelgebruikte techniek is door middel van 2 messen, die over elkaar schuiven, een vacuüm te creëren waardoor het deeg wordt aangezogen in een afmeetkamer, daarna afgemeten en wordt versneden. Ook wel afweegmachine genoemd, dit is niet de juiste benaming, omdat het een volume betreft en geen gewicht.
DiepvriezersDoor koelelementen brengt men de temperatuur onder 0° Celsius waardoor de producten langer houdbaar zijn.
Er moet op het vries- en dooiproces zeer goed gelet worden om bacteriegroei tegen te gaan en om de kwaliteit van de producten te kunnen garanderen. De producten worden meestal eerst in de shockvriezer (-40) gelegd: door de zeer lage temperatuur blijven de ijskristallen klein en blijft het product intact. Als dit niet het geval is dan kunnen de cellen in het product breken door de te grote ijskristallen.
Dit door de diepgevroren producten zeer langzaam te laten ontdooien door ze eerst in de koelkast te leggen.
DiviseuseVooral in Frankrijk en België voorkomende machine. Door middel van luchtdruk wordt een afgesloten ruimte waarin zich deeg bevindt aangeperst en naargelang verdeeld in 10 of 20 delen.
KneedmachinesEr zijn vele soorten en maten kneedmachines. De 2 meest voorkomende in Europa zijn de F-kneder en de spiraalkneder (zoals een kurkentrekker). Laatstgenoemde zijn er ook met 2 spiralen. Ook is er de conuskneder en de dubbele conuskneder. De meeste machines hebben 2 snelheden en kunnen 2 kanten opdraaien. Grondstoffen worden eerst gemengd en als het deeg een homogene massa is kunnen/ moeten ze gekneed worden. Het kneden gebeurt door de spiraal die het deeg 'pakt' en naar beneden draait. Dit gebeurt continu totdat het deeg afgedraaid is.
Koelkasten
Langsteekmachines/ opmaakmachinesDeze machines maken het brood lang te maken of te 'steken'. Dit door middel walsen en  stoffen banden die over elkaar wrijven.
OpbolmachinesDeze machines dienen om het deeg op te bollen. Afhankelijk van het type brood wordt het 1 of 2 keer opgebold. Voor meer uitleg zie brood.
OvensEr bestaan 2 soorten ovens voor de ambachtelijke bakkerij: inschietovens en wagenovens. De energiebron was vroeger vooral hout, maar nu vooral stookolie, gas of elektriciteit. Meestal wordt de stenen ovenvloer verwarmd met indirecte warmte via een gesloten net van stoom- of oliebuizen. De uitvinding van de rotatie-oven (oven met draaiende kar) betekende een ware revolutie in de sector. De rotatie-oven wordt gebruikt om brood en banket te bakken.
PlaneetmengerDeze machine dient om ingrediënten, afhankelijk van de machine te mengen en/of te kneden of om op te kloppen. Dit toestel, in verschillende groottes verkrijgbaar, heeft 3 functies. Eenvoudigweg door één onderdeel om te wisselen. Die onderdelen noemt men de deeghaak (voor degen), de vlinder/bisschop (voor beslagen) en de draadgarde ofwel klopper voor luchtig beslag en banketbakkersgeleroom.
PuntjesmachineDit handige apparaatje maakt van een klein bolletje een puntje, simpelweg door na rusttijd van enkele minuten het kleine bolletje door 2 walsen te laten gaan, waardoor het deegstukje langwerpig wordt.
PuntenrijskastEen voornamelijk in Nederland en België voorkomend apparaat waari een deegstuk langwerpig (puntvormig) in rijst. Het is een afgesloten ruimte met een ideale temperatuur en luchtvochtigheid, wat de kwaliteit van het deeg garandeert/bevordert.
RemrijskastZie ook rijskast. Remrijskasten zijn zeer moderne, hoogtechnologische rijskasten die ook over een vriesmodule bestaat. Hierdoor kan men een gecontroleerd rijsproces instellen voor alle soorten gistdegen. Men kan dus al enkele dagen vooraf instellen wanneer men het product gerezen wil hebben om af te bakken.
RijskastenDit zijn kasten die ervoor zorgen dat de deegstukken rijzen. De eerste rijskast was een gewone afgesloten kast die dicht bij de oven stond waardoor veel brood op een kleine ruimte kon rijzen. De moderne rijskasten zijn echter  machines waar er sprake is van een heuse klimaatregeling met onder andere een vochtigheidsregelaar en temperatuurregelaar. Zie ook Remrijskast.
Silo'sDeze metalen, afgesloten kuipen dienen om grondstoffen in grote hoeveelheden op te slaan. De grondstof wordt door luchtdruk in de silo geblazen. Om de grondstof uit te silo te halen zijn er 2 systemen: ofwel door middel van luchtdruk waardoor de grondstof wordt aangezogen, ofwel door een spiraal die door draaiende bewegingen de grondstof naar 1 kant van de silo brengt: door middel van een klep kan de grondstof vallen. Voor deze laatste techniek moet de silo zich dan wel boven de werkplaats bevinden. Deze silo's moeten jaarlijks behandeld worden tegen ongedierte: meestal is dit door middel van een geconcentreerd gas dat in de silo wordt gespoten. Doordat dit een vluchtig gas is kan men na behandeling geen voor de mens schadelijke stoffen meer terugvinden.
Shockvriezerwordt gebruikt om verse producten of componenten tot in de kern te bevriezen. Het invriezen door middel van een shockvriezer is de beste manier om producten in te vriezen. In de betrekkelijk korte tijd van 1 tot 4 uur worden de producten ingevroren bij een temperatuur van -40 graden.
De shockvriezer koelt producten met koude lucht versneld terug van 1 tot -40 graden. Ze blazen koude lucht over het product en ontnemen letterlijk de warmte. Zodra het voedsel uit de bacteriologische gevaren is, schakelt de kast over op de bewaarstand en houdt het voedsel op -40 graden.
VerdeelopbollerEr bestaan halfautomaten en automaten. Ze zijn sinds begin jaren 60 uit de 20e eeuw op de markt om kleinbrood mee te maken. Deze machine verdeelt een deeghoeveelheid in 30 of 36 kleine stukjes. Door middel van een draaibeweging van enkele seconden worden deze bolletje opgebold. Zo ontstaan kleine bolletjes. De opboltijd kan beperkt worden en de meeste verdeelopbollers hebben ook de mogelijkheid om enkel te verdelen. Zo ontstaan dus 30 nagenoeg vierkante blokjes, zoals de kampioentjes onder meer zijn.